# Emmanuel Viérin
Pour les articles homonymes, voir Viérin.
Emmanuel Viérin est un peintre belge né le 30 juin 1869 à Courtrai et décédé dans cette même ville le 13 janvier 1954.
Souvent associée au courant luministe belge, l'œuvre d'Emmanuel Viérin peut être rapprochée des productions picturales de ses contemporains Albert Baertsoen ou encore Georges Buysse. 
Il fut par ailleurs, durant de nombreuses années, directeur de l'Académie des Beaux-Arts et conservateur des musées communaux (Musée d'Archéologie et d'Arts décoratifs, Musée des Beaux-Arts) de la ville de Courtrai.

## Biographie
Emmanuel Marie Joseph Achille Viérin, second fils d'une fratrie de cinq fils, naît le 30 juin 1869 au domicile de ses parents à la Grand’ Place de Courtrai. Ses parents y possèdent une entreprise prospère spécialisée dans la production du drap destiné à la confection de capes flamandes. 
Très tôt, il se passionne pour la peinture et le dessin, passion sans nul doute héritée de son père, Constant Viérin. Celui-ci, artiste lui-même et fervent amateur d'art, emmène très souvent son fils visiter les musées et expositions de la ville de Courtrai. 
À l'âge de 15 ans, il quitte l'école et s'inscrit à l'Académie de Dessin et de Peinture de Courtrai.
Il poursuit ensuite son apprentissage à l'Académie Royale d'Anvers où il suit l'enseignement du paysagiste Joseph Coosemans. 
En 1894, un voyage d'études le mène en Algérie (Constantine et Biskra) où il séjournera plus de six mois, y rencontrant notamment l'écrivain André Gide.  
Le 15 avril 1896, à Thourout, Emmanuel Viérin épouse Marguerite Marie Françoise Bataille, née en 1872 à Dunkerque mais qui résidait alors à Thourout. Elle était la fille de Jean Charles Bataille (mort à Dunkerque en 1879) et de Valérie Victoire Isabelle Daussy ou D'Aussy (née à Thourout en 1831, et qualifiée en 1887 de fabricante de cordages de navires), qui résidait à Thourout avec sa fille Marguerite en 1896. Installé à Courtrai, le couple aura sept enfants. La famille habite durant plusieurs années une maison dont les plans ont été dessinés par le frère cadet d'Emmanuel, Joseph Viérin. Celui-ci, architecte renommé, dirigea notamment la reconstruction des villes de Nieuport et de Dixmude après la Première Guerre mondiale.

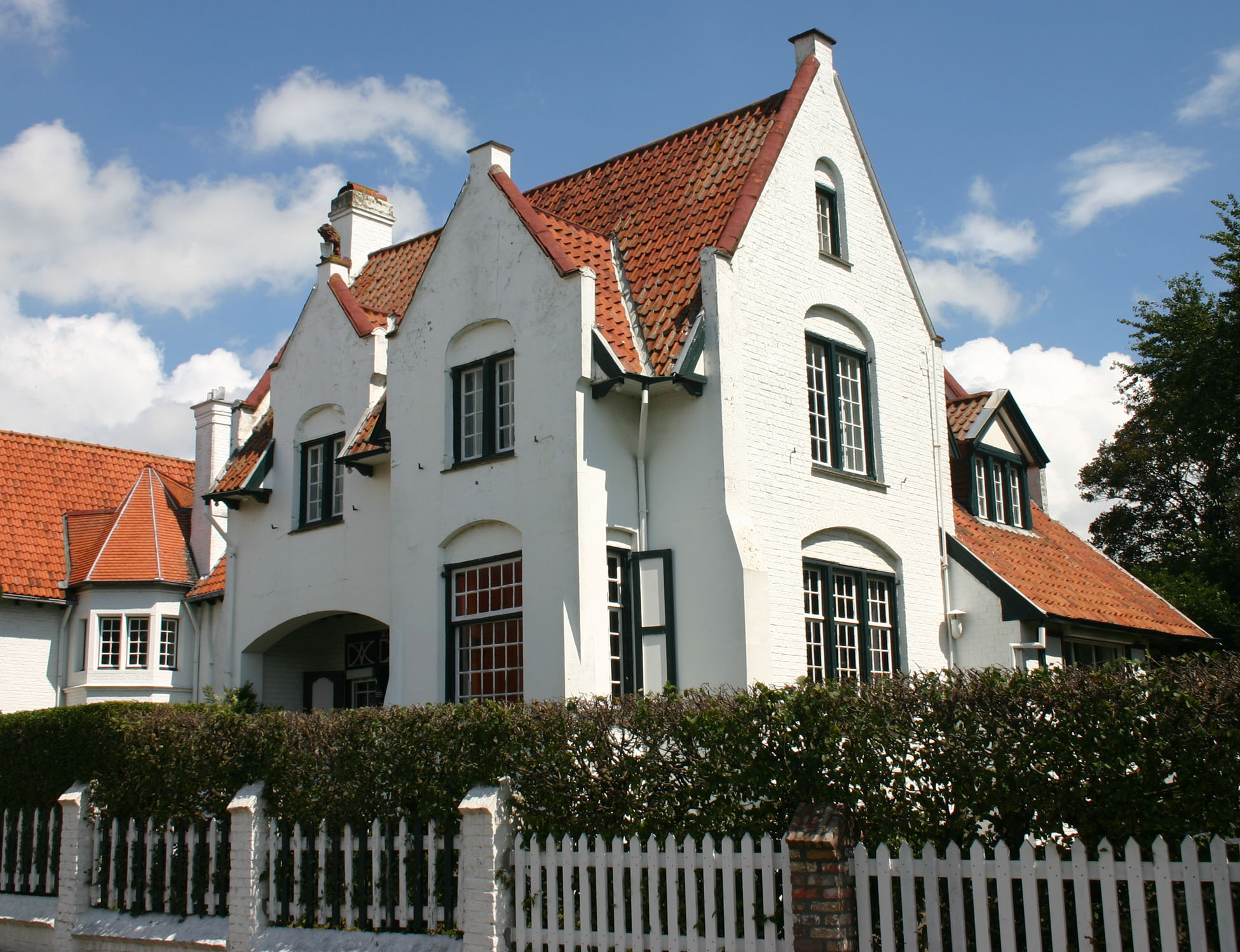
La villa Ter Wilgen, résidence d'été du peintre.

C'est également Joseph Viérin qui, en 1910, à la demande du couple, construit une des premières villas à Duinbergen.            
Celle-ci, nommée « Ter Wilgen », est située au 8, Meeuwendreef (en 2009, la villa est classée au patrimoine architectural par la Région flamande).            
Attiré par la mer du Nord, le peintre réside les mois d'été à cette adresse, ce qui lui permet de parcourir la région du littoral et de peindre de nombreux tableaux.          
En 1914, alors que la guerre éclate et que sont commises les premières atrocités sur des populations civiles, le peintre quitte la Belgique pour s'installer en Zélande, province du sud-ouest des Pays-Bas. Il y séjournera l'entièreté du conflit, à Oostkapelle sur l'ancienne île de Walcheren dans un premier temps, à Dombourg ensuite.          

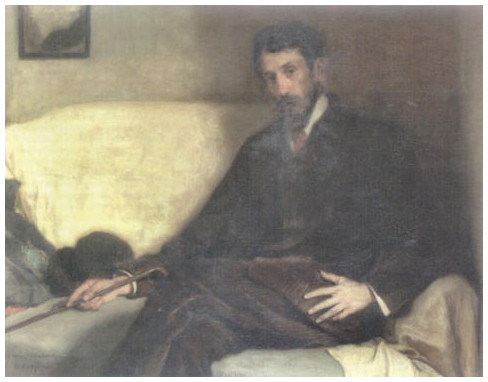
Portrait d'Emmanuel Viérin par Frans Van Holder (1907)

L'entre-deux-guerres est une période particulièrement heureuse pour Emmanuel Viérin. Le couple emménage dans une villa moderne construite par leur fils, Pierre. Aux murs de celle-ci sont exposées les toiles de ses amis peintres : Albert Baertsoen, Hubert Bellis, Firmin Baes ou encore Frans Van Holder. Le peintre y dispose d'un atelier donnant sur un grand jardin. Entouré de nombreux amis, parmi lesquels figuraient notamment l'écrivain Stijn Streuvels, le peintre Isidoor Opsomer ou encore l'entrepreneur Jozef De Coene, ces années constituent la période la plus importante dans son œuvre.    
Parallèlement à sa carrière de peintre, Emmanuel Viérin est durant cette période un personnage central de la vie culturelle courtraisienne : directeur de l'Académie des Beaux-Arts jusqu'en 1938, conservateur depuis 1920 du Musée d'Archéologie et d'Arts décoratifs ainsi que du Musée des Beaux-Arts, il en deviendra conservateur en chef en 1947.                  
Durant la Deuxième Guerre mondiale, la maison du peintre est occupée par les Allemands. En 1944, celle-ci est détruite par des bombardements alliés (une nouvelle demeure sera construite au même endroit après la guerre).    
Marguerite, son épouse, meurt en 1951.    
Emmanuel Viérin meurt trois ans plus tard, à Courtrai, le 13 janvier 1954.

## Son œuvre
Les premières œuvres d'Emmanuel Viérin peuvent être qualifiées de réalistes. Jusqu'au milieu des années 1890, conditionné par sa formation auprès du peintre paysagiste Joseph Coosemans, il adopta les premières années de sa carrière un style pictural unanimement accepté à l'époque, notamment hérité du réalisme des écoles de Barbizon et de Tervueren.
Comme bon nombre de jeunes artistes de l'époque, il évolua par la suite (au milieu des années 1890) vers le luminisme, mouvement artistique influencé par l'impressionnisme français, très en vogue au sein de la scène artistique belge à la fin du dix-neuvième siècle. Durant ces années, Emile Claus, figure majeure de ce mouvement, rencontre un succès certain auprès du public et de la critique. Malgré les vingt années qui les séparent, Emile Claus entretient une relation cordiale avec le jeune peintre courtraisien, l'encourageant notamment à parcourir la Flandre maritime pour en peindre les paysages et la lumière.  

L’œuvre d'Emmanuel Viérin, si elle en emprunte certains codes, se distingue néanmoins du luminisme pratiqué par le peintre de la Lys et ses disciples. Ces différences sont illustrées dans la définition que donne Johan De Smet, conservateur au Musée des Beaux-Arts de Gand, de la démarche artistique du peintre : 

« A leur peinture lumineuse et enthousiaste, il opposait une vision réfléchie, étroitement apparentée à l'intimisme contemporain d'Albert Baertsoen, par exemple, mais aussi de Georges Buysse, Omer Coppens et Théodore Verstraete. Leur prédilection pour les paysages et les vues de ville mélancoliques, élaborés dans un coloris assourdi, ne fait pas d'eux de véritables impressionnistes. Leurs scènes sont plus sereines, plus intimes également. Ils étaient les protagonistes d'un intimisme en quête de l'essence des choses. Débarrassant la réalité de son vernis, ils creusaient plus loin que la lumière superficielle qui donne leur couleur aux objets. Leur monde était contemplatif, mélancolique, retiré. »

Les thèmes abordés par l'artiste sont principalement des paysages. Les béguinages flamands (Courtrai, Bruges, Dixmude...), les marines, les vues de plages et de dunes ainsi que les vues rurales (moulins, fermes, rivières...) et urbaines composent majoritairement la production picturale du peintre. Les activités humaines sont peu représentées dans l’œuvre du peintre, tout juste se limitent-elles, à de rares occasions, à une présence discrète. À de nombreuses occasions, Emmanuel Viérin, peintre de la lumière, représenta un même thème à différentes heures de la journée (même à la nuit tombée), à différentes saisons. C'est le cas notamment des béguinages de Courtrai et de Bruges, très présents dans son œuvre, mais également de l'église de Steenkerke proche de la ville de Furnes ou encore des moulins de Snaaskerke et Heule.       
Après la Première Guerre mondiale et jusqu'à la fin de sa carrière, le peintre resta fidèle à ce style pictural, ce qui à partir des années 20 l'éloigna de la scène artistique d'avant-garde dominée par le modernisme (expressionnisme, art abstrait...).    
Il conserva cependant jusqu'à la fin de celle-ci les faveurs du public et des collectionneurs.

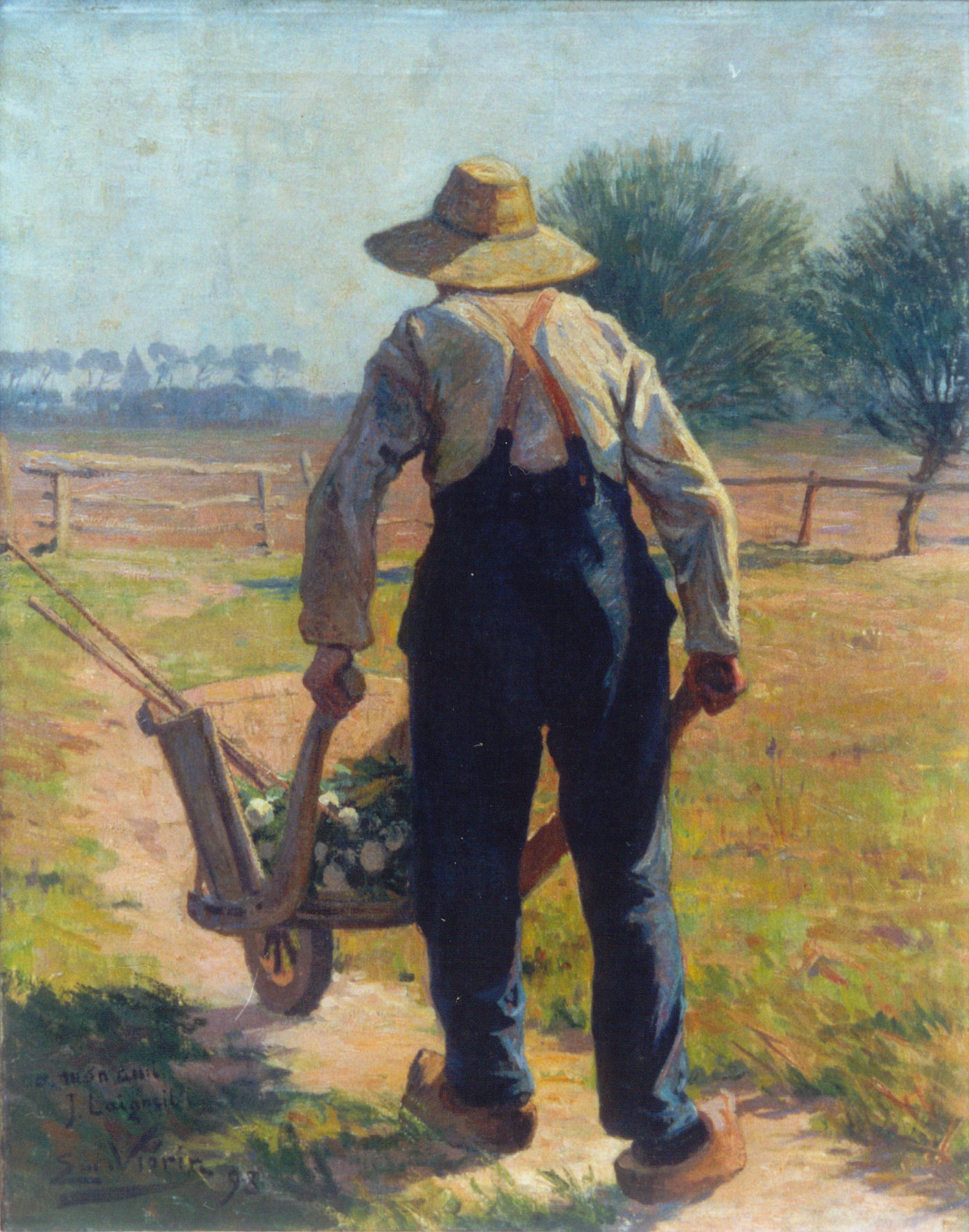
Paysan avec brouette (1893).
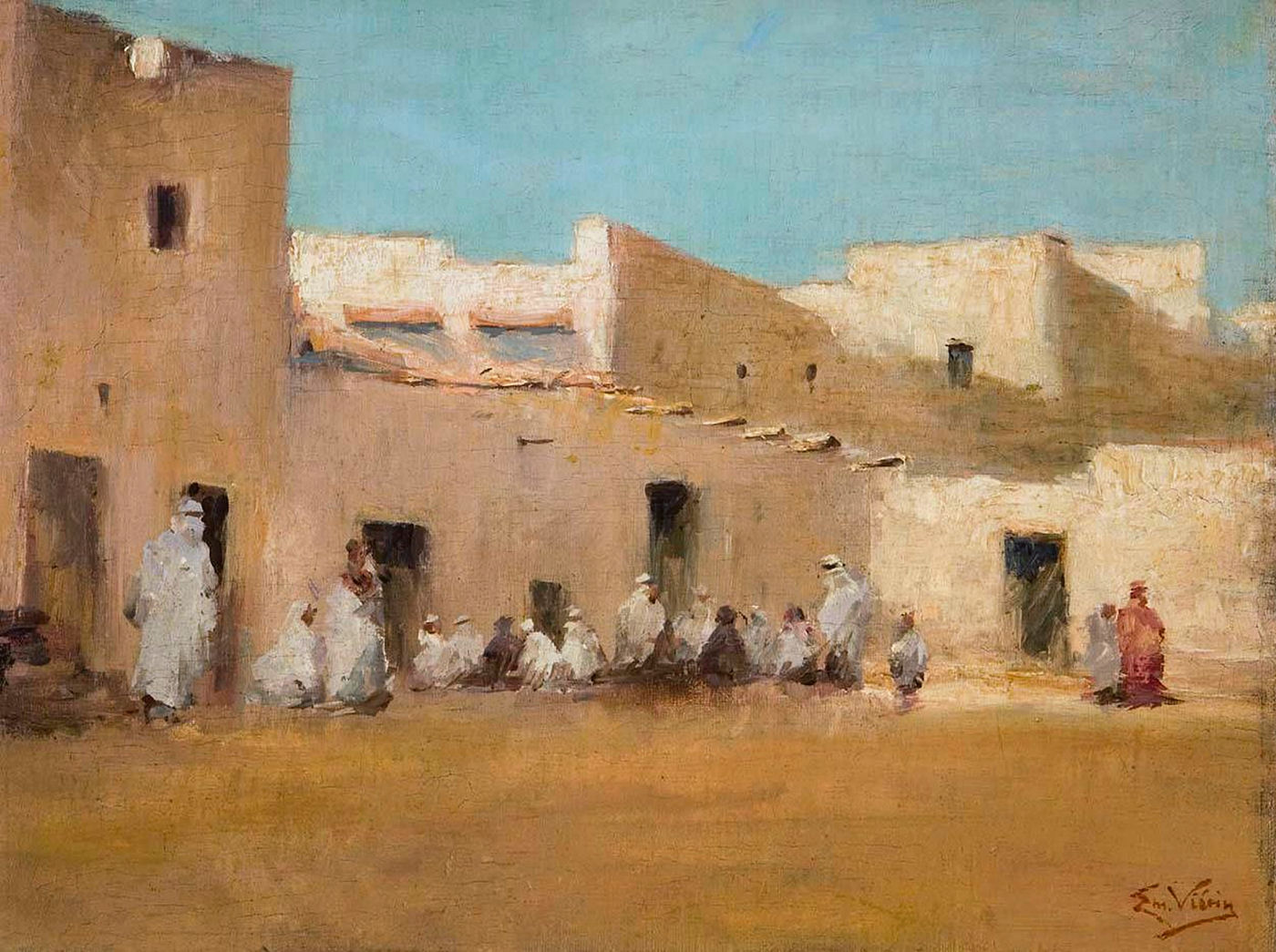
Palabre (1895).
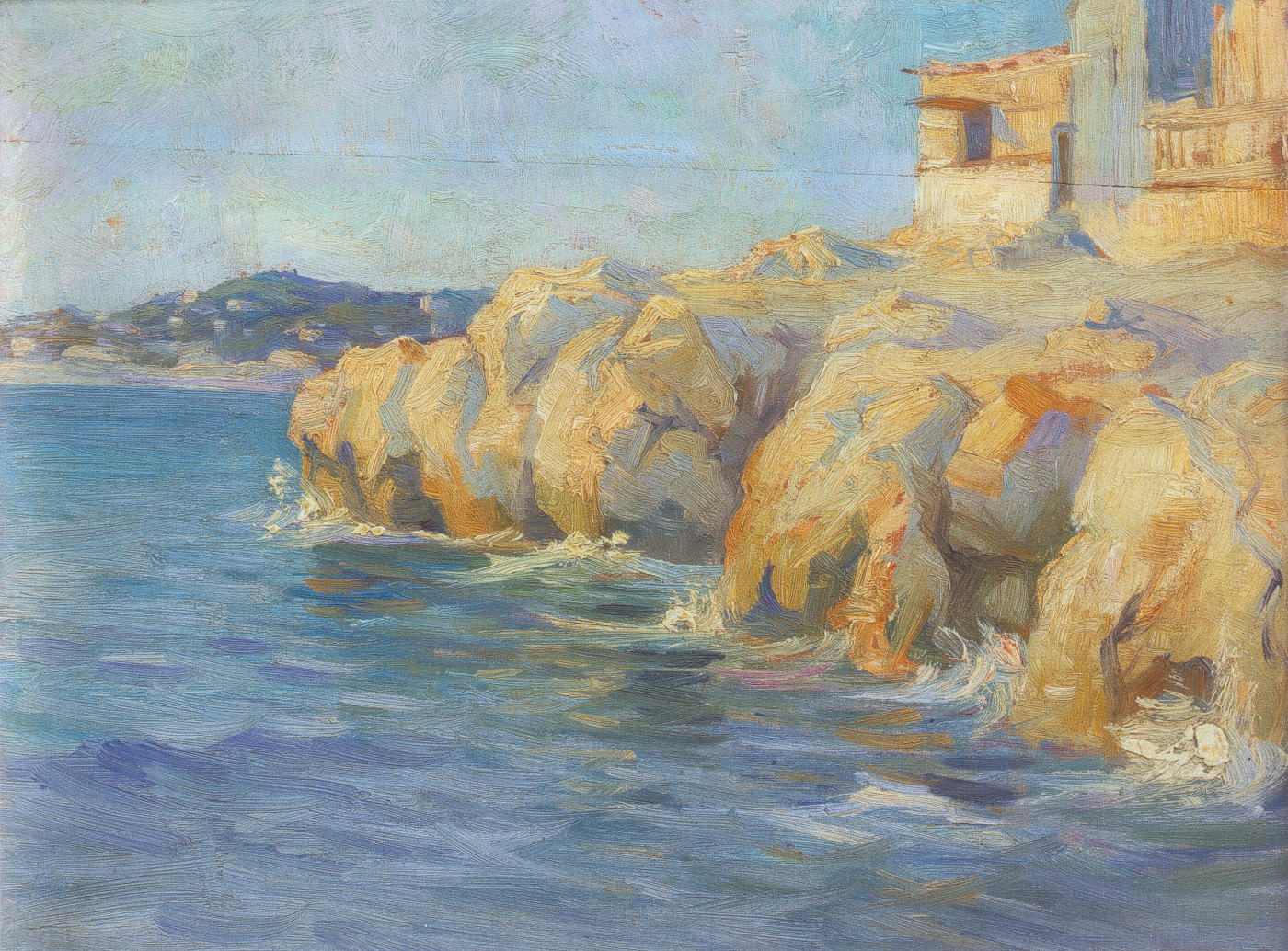
Rochers de la Madrague (1896).
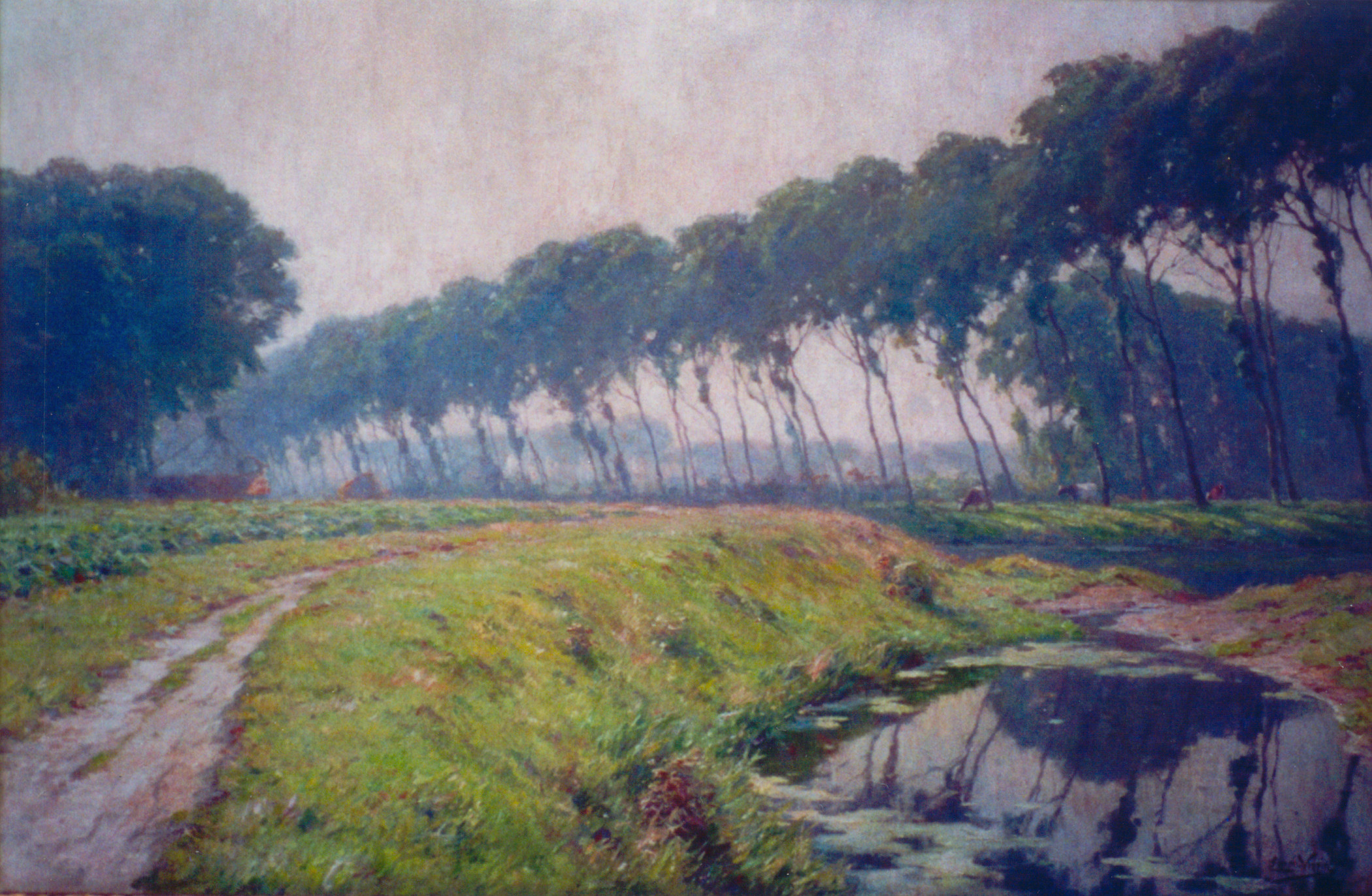
Strobrugge (1910).
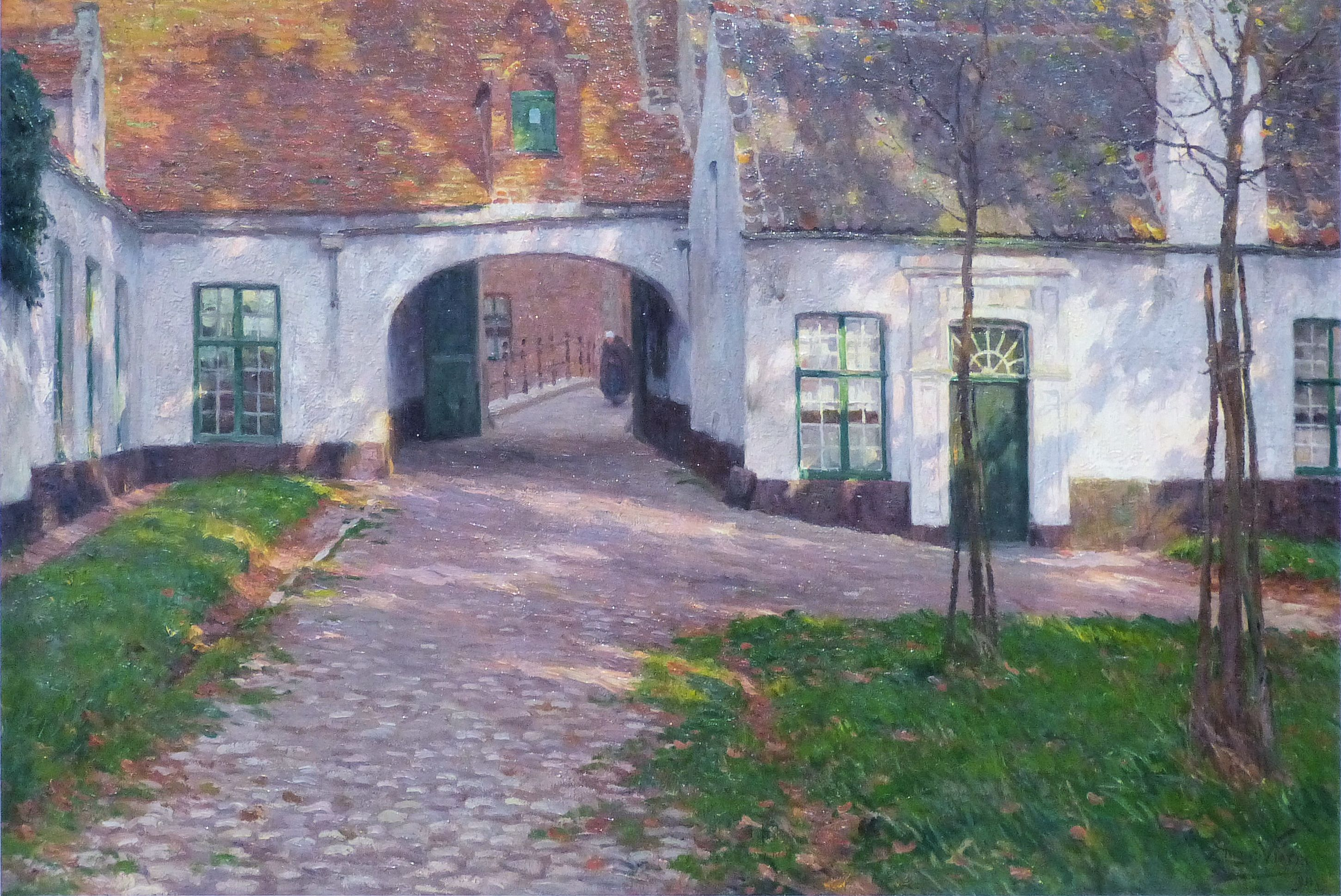
Entrée du béguinage de Bruges (1911).
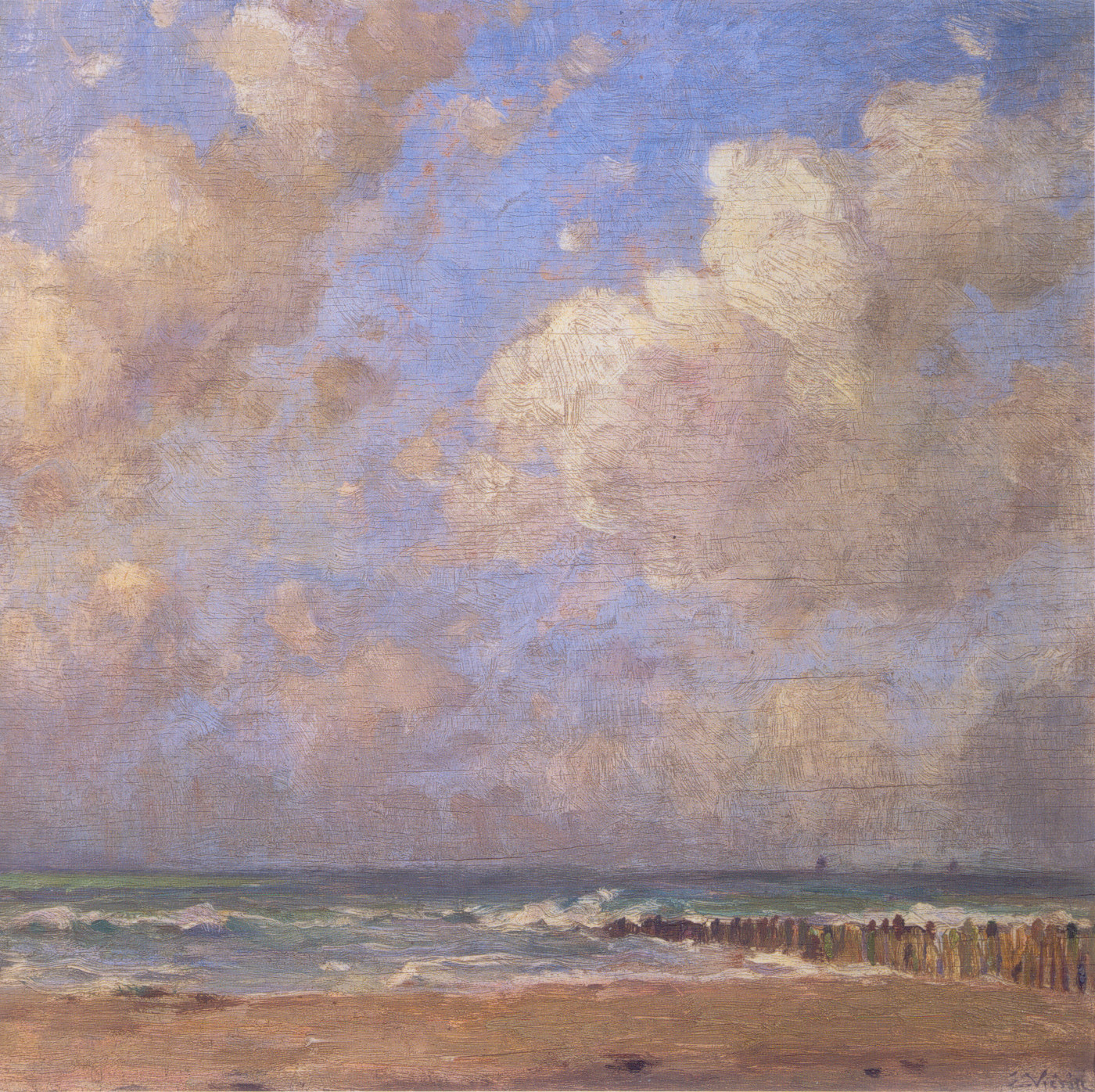
Marine ensoleillée, Domburg (1917).
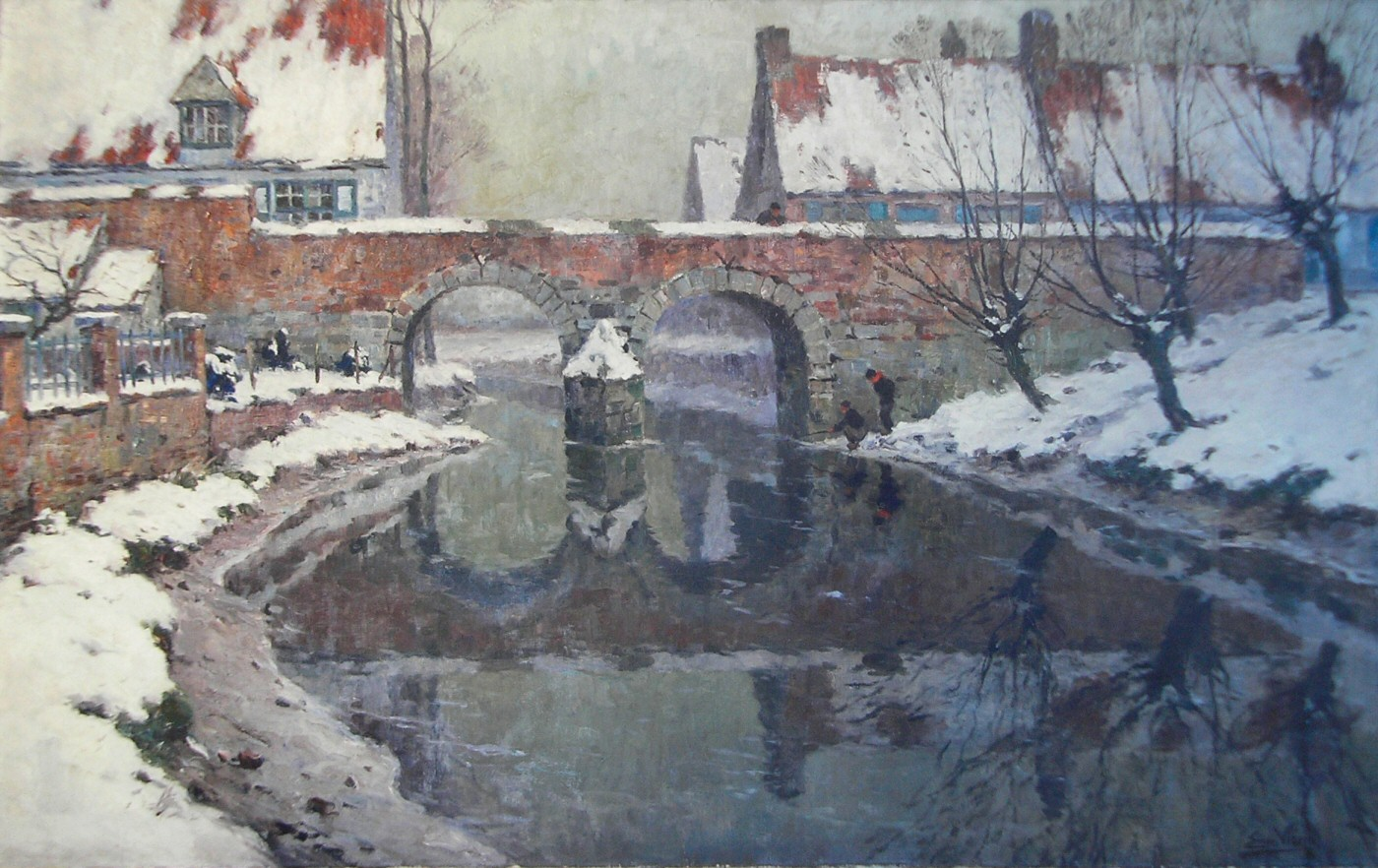
Heule watermolen (1930).
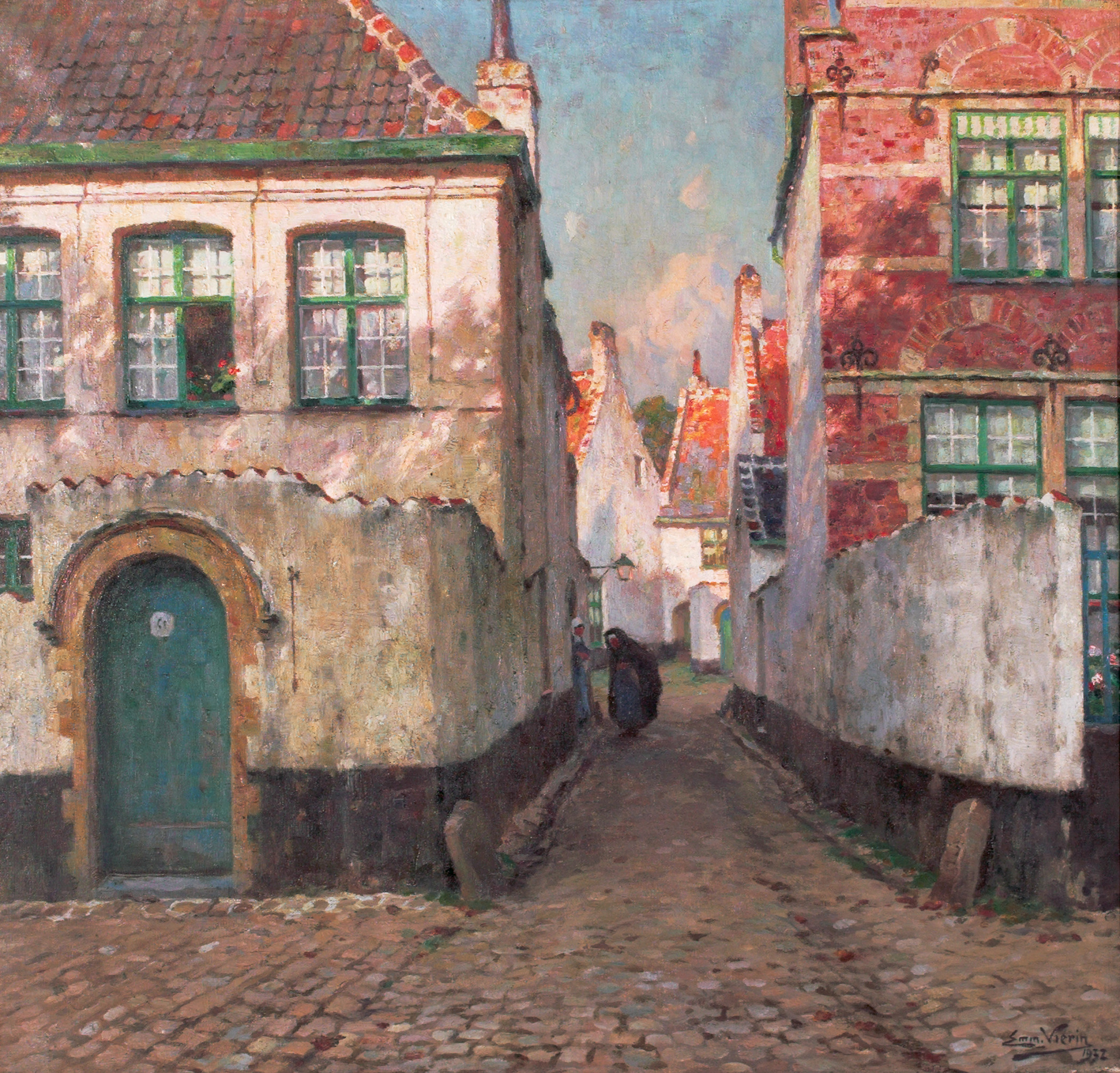
Béguinage à Courtrai (1932).

Le catalogue raisonné de l’œuvre du peintre peut être librement consulté sur le site Internet mis en ligne par l'association Emmanuel Viérin 1869-1954.
Celui-ci, en constante évolution, couvre une période allant de 1887 à 1954. 483 œuvres y sont actuellement référencées.

## Expositions

### En Belgique
Tout au long de sa carrière de peintre, Emmanuel Viérin participa à de nombreuses expositions, individuelles et collectives (une liste exhaustive des expositions auxquelles prit part le peintre est consultable sur le site Internet de l'Association Emmanuel Viérin 1869-1954).    
La première de celles-ci se tint en 1889. Cette année-là furent présentées trois œuvres à l'exposition des Beaux-Arts de la ville de Spa.
Consécutivement à ces débuts et jusqu'à la Première Guerre mondiale, il participa aux plus grandes manifestations artistiques officielles organisées sur le territoire belge. Ainsi, il présenta systématiquement des œuvres aux Salons triennaux belges (Anvers, Bruxelles et Gand) et fut également invité à présenter des œuvres dans les Salons d'art associés aux expositions universelles de Liège (1905), Bruxelles (1910) et Gand (1913). 
Parallèlement à ces grandes manifestations officielles, durant cette même période, Emmanuel Viérin prit part à de nombreuses expositions organisées par différents cercles artistiques actifs à cette époque : le Cercle Artistique et Littéraire gantois, le cercle artistique bruxellois Pour l'art ainsi que le cercle artistique anversois Als ick kan.

### A l'étranger
Avant la Première Guerre mondiale, Emmanuel Viérin fut plusieurs fois invité à présenter des œuvres au sein des sections belges de grandes expositions internationales : à Milan lors de l'Exposition universelle de 1906 mais également à l'Exposition Internationale d'Art de Barcelone (1907, 1910).
Aux États-Unis, entre 1912 et 1914, des toiles d'Emmanuel Viérin furent présentées à l'Annual International Exhibition of Paintings organisé par le Carnegie Institute de Pittsburgh.   

### Les années de guerre
Durant la Première Guerre mondiale, Emmanuel Viérin, résidant aux Pays-Bas, participa activement à la vie culturelle de son pays d'accueil. 
Il présenta systématiquement des œuvres aux expositions itinérantes ayant pour but de promouvoir l'art belge aux Pays-Bas. Celles-ci, initiées par les peintres Isidore Opsomer et Rodolphe Wytsman, se tinrent entre autres à Amsterdam, Dordrecht, La Haye, Eindhoven, Groningen, Nimègue et Rotterdam. 
Durant cette période d'exil, Emmanuel Viérin participa aux expositions organisées par Jan Toorop (1916, 1917) aux côtés d'autres artistes belges invités comme William Degouve de Nuncques ou encore Jacques Bergmans. 
Ses œuvres furent également présentées en Scandinavie et en Grande-Bretagne avec l'aide du baron Adrien de Gerlache pour la première, de Paul Lambotte pour la seconde.   
Rencontrant un succès certain auprès du public, il ressort des documents personnels de l'artiste que celui-ci vendit durant cette période de guerre plus d'une cinquantaine de tableaux, principalement aux Pays-Bas, mais également en Grande-Bretagne et en Scandinavie. 

### L'entre-deux guerres
Après la Grande Guerre, l'intérêt pour le luminisme et l'intimisme déclinant, la présence d'Emmanuel Viérin aux expositions nationales et internationales d'avant-garde diminua conséquemment. 
Toujours bien présent au sein du circuit officiel, il participa, durant cette période, à de grandes expositions, en Belgique comme à l'étranger : Barcelone (1921), Buenos Aires (1927 et 1931), Gand (1922, 1929), Lisbonne (1920), Londres (1930) ou encore Liège (1921). 
La dernière exposition à laquelle il participa eut lieu dans sa ville natale de Courtrai.   

### Hommages contemporains
En 2004, organisée conjointement par les musées communaux de la ville de Courtrai et l'association "Emmanuel Viérin 1869-1954", une grande exposition rétrospective de l’œuvre du peintre fut organisée au sein de la chapelle de l'abbaye de Groeninge.    
Récemment, en Belgique et aux Pays-Bas, des œuvres d'Emmanuel Viérin ont été présentées au sein d'expositions thématiques. 
| Expositions                                                        | Dates                        | Lieux                                     | Pays     | Catalogues                                                     |
| ------------------------------------------------------------------ | ---------------------------- | ----------------------------------------- | -------- | -------------------------------------------------------------- |
| Impressionnistes à Knocke & Heist (1870-1914)                      | Novembre 2007 - Janvier 2008 | Scharpoord Cultuurcentrum Knokke-Heist    | Belgique | Lannoy D. - Devinck F. - Thomas T., Stichting kunstboek, 2007. |
| Les peintres du large, de Nieuport par Coxyde à la Panne 1830-1975 | Juin - Septembre 2011        | Cultuurhuis De Scharbiellie               | Belgique | Sauwen R., Stichting kunstboek, 2011.                          |
| De l'atelier à la côte, Knocke & Heist 1880-1940                   | Octobre 2012 - Janvier 2013  | Scharpoord Cultuurcentrum Knokke-Heist    | Belgique | Lannoy D. - Devinck F. - Thomas T., Stichting kunstboek, 2012. |
| Tijdelijk thuisland Belgische kunstenaars in Domburg 1914-1918     | Juillet - Novembre 2014      | Marie Tak Van Poortvliet - Museum Domburg | Pays-Bas | Van Vloten F., De Factory, 2014.                               |

## Musées
Dès avant la Première Guerre mondiale, Emmanuel Viérin put bénéficier d'une reconnaissance muséologique de son œuvre. Celle-ci amorcée dès 1903, année qui vit le Groeningemuseum de Bruges acquérir l'huile sur toile (80 x 118,5 cm) intitulée La vieille grange (1900). Par la suite, différentes œuvres du peintre intégrèrent les collections de musées prestigieux, en Belgique comme à l'étranger. Le tableau ci-dessous, sans prétendre à l'exhaustivité, présente un aperçu de la présence du peintre dans ces collections.  
| Groeningemuseum Bruges                                        | Belgique | La vieille grange (1900)             | Acquis en 1903 |
|                                                               |          | Au béguinage (1911)                  |                |
| Museu Nacional d'Art de Catalunya                             | Espagne  | Béguinage de Flandre, le soir (1905) | Acquis en 1907 |
| Musées royaux des Beaux-Arts Bruxelles                        | Belgique | Nuit claire (1920)                   | Acquis en 1921 |
| Musée d'Ixelles                                               | Belgique | Place de Nieuport (1901)             |                |
|                                                               |          | Vue de Damme (vers 1921)             |                |
| Stedelijke Musea Courtrai                                     | Belgique | Béguinage de Courtrai                |                |
| La Piscine, Musée d'Art et d'Industrie André Diligent Roubaix | France   | Rive (1891)                          |                |
| Museo d'Arte Moderna Udine                                    | Italie   | Vue d'Harelbeke (1906)               |                |
| Koninklijk Museum voor Schone Kunsten Anvers                  | Belgique | Le moulin à eau de Heule (1910)      |                |

## Anecdotes
- En 1897, Emmanuel Viérin fut invité à intégrer le jury du Kunstverbond der Vlaanderen nouvellement créé aux côtés notamment d'Emile Claus, Valerius De Saedeleer ou encore Charles Doudelet.
- En 1906, Emmanuel Viérin partagea avec l'atelier de Jozef de Coene le grand prix de l'Exposition Internationale de Milan. Le peintre y présentait des panneaux décoratifs intégrés à l'intérieur flamand imaginé par l'entrepreneur.
- Emmanuel Viérin était un ami intime de l'écrivain Stijn Streuvels. À plusieurs reprises, le peintre illustra les ouvrages de l'homme de lettres, notamment l'édition de luxe (250 exemplaires) de la première impression de De Vlasschaard (1907). Ayant souvent ensemble exploré différents lieux de Flandre et des Pays-Bas, nous pouvons retrouver dans certaines descriptions de l'écrivain les paysages peints par le peintre.
- Peu après le décès du peintre, la commune de Courtrai a baptisé Emmanuel Viérinwandeling une promenade entourant le parc De Blauwe Poorte situé au sud de la ville. Récemment, la commune de Knokke-Heist a elle aussi baptisé Emmanuel Viérinlaan une avenue située dans le quartier de Duinwater. Un panneau y rappelle que l’artiste possédait une résidence d’été à Duinbergen (la villa Ter Wilgen).

## L'Association Emmanuel Viérin 1869-1954
En 2002, avec pour objectif de perpétuer le souvenir du peintre, a été constituée l'association Emmanuel Viérin 1869-1954.
En association avec les musées communaux de la ville de Courtrai, celle-ci organisa en 2004, à l'occasion du cinquantième anniversaire de la mort d'Emmanuel Viérin, une grande exposition rétrospective de l’œuvre de l'artiste au sein de la chapelle de l'abbaye de Groeninge.
Elle fit publier à cette occasion une monographie de 192 pages et 130 illustrations par le Fonds Mercator.
Consécutivement fut mis en ligne un site Internet consacré au peintre, y présentant notamment le catalogue raisonné de son œuvre. 
Les exemplaires de la monographie parue en 2004 ayant été rapidement épuisés, l'association Emmanuel Viérin 1869-1954, sur son site Internet, offre aux amateurs intéressés l'opportunité de lire l'intégralité des textes présentés au sein de cet ouvrage.

## Généalogie
L’arrière-grand-père d’Emmanuel Viérin se nommait Jean Guillaume Viérin (1746 – 1833). Celui-ci, fils de Disert Germain Viérin (1701 – 1759) et de Marie Marguerite Viérin (1716 – 1774), était cultivateur à Valgrisenche, en Vallée d'Aoste, un village dans lequel l’on retrouve ses ancêtres du nom déjà au milieu du XVIe siècle. Après avoir épousé en 1774 à Valgrisenche Marie Anne Rosier (1751 - 1784), Jean Guillaume Viérin avait épousé en secondes noces en 1784 Marie Marguerite Frassi ou Frassy (1756 – 1817). De ces deux mariages étaient nés neuf enfants. L'aîné, issu du premier mariage de Jean Guillaume, et nommé Jean Baptiste Viérin (Valgrisenche 1775 - ... 1835) était colporteur, marchand ambulant et rémouleur, et il épousa en 1805 à Moerbeke alors qu'il y était domicilié, Victoire Olieue, marchande, née à Bruges. Son demi-frère, le dernier-né des deux mariages de son père, nommé Jean Grat ou Jean Gratien Viérin (Valgrisenche 1798 – Courtrai 1886) quitta son village natal pour exercer la profession de ramoneur à Courtrai, une ville où son oncle paternel Grat Joseph ou Gratien Joseph Viérin (Valgrisenche 1747 – Courtrai 1809) exerçait également cette même profession de ramoneur et où il avait épousé en la paroisse Saint-Michel en 1793 Marie Anne Angelique Mackenzy ou Moquinzij ou encore Makingé, de Bissegem, et qui était déjà veuve. Encore mineur, Jean Grat Vierin épousa à Courtrai en premières noces en 1820 sa cousine germaine, la fille de son oncle Grat Joseph, nommée Catherine Joseph Vierin, née à Courtrai en 1802 et qui était couturière. Mais celle-ci mourut prématurément à Courtrai en 1825. Jean Grat Vierin convola ensuite à Courtrai en 1827 avec Caroline Reine Hedinieul (Proven 1788 – Courtrai 1866), couturière, fille de Josyne Caroline Antoinette Hedinieul (morte à Proven en 1806). Jean Grat Vierin avait abandonné la profession de ramoneur puisqu'en 1865, dans l'acte de mariage de son fils, il est qualifié de fabricant de parapluies alors que son épouse est qualifiée de marchande. De ce second mariage de Jean Grat Vierin naquit à Courtrai Bénigne Constantin (ou Constant) Léopold Vierin (Courtrai 1828 – Courtrai 1895) qui sera le père du peintre Emmanuel Vierin. Bénigne Constantin Vierin fut d’abord chef de bureau à l’agence de la Banque nationale à Courtrai. Il épousa à Courtrai en 1865 Mathilde Sophie Laridon (née à Thourout en 1831), qualifiée de négociante, et domiciliée à la Grand’ Place de Courtrai, fille d’Emmanuel Laridon (Gistel 1783 - Thourout 1850), fabricant de chaussures, et de Sophie Caroline Sans (Thourout 1800 – Thourout 1860).